# M’Diq
M’Diq (marokkanisches Tamazight ⵝⴰⵖⵎⴰⵝ Ṯaɣmaṯ, arabisch المضيق, spanisch Rincón = „Ecke“) ist eine Mittelmeerstadt mit knapp 70.000 Einwohnern in der Region Tanger-Tétouan-Al Hoceïma im Norden Marokkos. Sie ist die Hauptstadt der Präfektur M’Diq-Fnideq.

## Lage und Klima
Die Stadt M’Diq liegt zwischen der spanischen Exklave Ceuta (ca. 28 km nördlich) und Tétouan (ca. 13 km südlich) in einer Höhe von ca. 5 bis 100 m. Das Klima wird in hohem Maße vom Mittelmeer bestimmt; Regen (ca. 635 mm/Jahr) fällt hauptsächlich im Winterhalbjahr.

## Bevölkerung
| Jahr      | 1994   | 2004   | 2014   | 2024   |
| Einwohner | 21.093 | 36.596 | 56.227 | 67.699 |

Maßgeblicher Faktor für die Bevölkerungsexplosion seit den 1970er Jahren ist die immer noch anhaltende Zuwanderung von Familien aus dem Rifgebirge.

## Wirtschaft
M’Diq war jahrhundertelang nur ein kleines Fischerdorf. Neben dem Fischfang ist die heutige Stadt in hohem Maße abhängig vom innermarokkanischen und europäischen Tourismus (Vermietung von Ferienwohnungen etc.). Auch der Warenschmuggel mit Ceuta spielt eine nicht zu unterschätzende Rolle.

## Geschichte
Erstmals um das Jahr 1860 erwähnt, hat der ehemalige Fischer- und Pilgerort seit dem Bau einer Eisenbahnlinie und einer Straße durch die spanischen Kolonialherren einen enormen Aufschwung erlebt.

## Sehenswürdigkeiten
Die Stadt ist weitgehend modern. Sehenswert sind die Küstenpromenade und der Fischereihafen.

## Partnerstädte
- Frontignan, Frankreich seit 2018